# Thao Nam
Thao Nam (chữ Hán giản thể: 洮南市) là một thành phố cấp huyện thuộc địa cấp thị Bạch Thành, tỉnh Cát Lâm, Cộng hòa Nhân dân Trung Hoa. Thành phố này có diện tích 5108 ki-lô-mét vuông, dân số 440.000 người. Mã số bưu chính là 137100. Chính quyền thành phố đóng tại. Về mặt hành chính, thành phố này được chia thành 6 nhai đạo, 5 trấn, 14 hương và 2 hương dân tộc.
- Nhai đạo: Đoàn Kết, Phú Văn, Quang Minh, Hưng Long, Vĩnh Khang, Thông Đạt.
- Trấn:
- Hương: Vạn Bảo, Tụ Bảo, Môi Diêu, Đông Thăng, Dã Mã, Vĩnh Mâu, Hưng Nghiệp, Giao Lưu Hà, Đại Thông, Phúc Thuận, Hạnh Phúc, Nhị Long, Hướng Dương, Thao Phủ.
- Hương dân tộc Mông Cổ Hồ Lục Thổ, hương dân tộc Mông Cổ Hô Hà Xã Lực.